# گیاه‌پارچ آندامانا
گیاه‌پارچ آندامانا (نام علمی: Nepenthes andamana)، یک گونه از سرده گیاه‌پارچ‌ها است.